# Ester Hernández Casahuga
Ester Hernández Casahuga (Súria, Bages, 19 de febrer de 1978) és una corredora de curses d'alta muntanya catalana.
Com a membre del Centre Excursionista de Súria i de la selecció catalana, al Campionat de Catalunya obtingué un segon el lloc el 2002, i fou campiona el 2010. També fou campiona d'Espanya dues vegades, els anys 2003 i 2006, i aconseguí una tercera posició el 2008. Fou tercera en dues proves de la Copa del Món els anys 2004 i 2005, primera classificada el 2006, i subcampiona el 2007. Ha guanyat diverses curses, com la Carros de Foc el 2002, la Marató i Mitja de Castelló al Penyagolosa el 2006, el duatló d'alta muntanya de les Valls d'Àneu també el 2006, la marató de Montcalm el 2008, i l'Ascens a Sant Sadurní el 2012.
L'Ajuntament de Súria, la seva vila natal, li va fer un acte de reconeixement per haver assolit el subcampionat del món en una de les proves dels recents Campionats del Món de Curses de Muntanya el 2012, tot que no haver-li estat reconegut per haver participat amb la selecció nacional catalana de l'especialitat. L'acte consistí en el lliurament d'una placa al saló de sessions de la Casa de la Vila.